# Association of American Railroads
De Association of American Railroads (AAR) is een industriële handelsgroep die spoorwegmaatschappijen in Noord-Amerika (Canada, Mexico en de Verenigde Staten) vertegenwoordigt. De grote goederenspoorvervoerders zijn haar voornaamste leden, maar ook Amtrak en sommige regionale spoorwegmaatschappijen voor personenvervoer. 
Kleinere vrachtspoorwegmaatschappijen worden vertegenwoordigd door de American Short Line and Regional Railroad Association (ASLRRA), hoewel enkele kleinere spoorwegmaatschappijen en spoorwegholdings tevens lid zijn van de AAR.

## Geschiedenis
De AAR is in 1934 ontstaan door de fusie van vijf spoorwegindustrie gerelateerde groepen:
- the American Railway Association,
- the Association of Railway Executives,
- the Bureau of Railroad Economics,
- the Railway Accounting Officers Association
- the Railway Treasury Officers Association.

## Vestigingen
- De AAR is gevestigd in Washington D.C.
- Railinc (de informatietechnologie dochteronderneming), is gevestigd in Cary (North Carolina). Deze verzorgt onder meer de uitgave van reporting marks.
- Een andere dochteronderneming, de Transportation Technology Center, Inc (TTCI) gevestigd in Pueblo (Colorado), beheert en onderhoudt een testcentrum waar rollend materieel, railcomponenten, en veiligheidsvoorzieningen worden getest.

## Doel
De AAR vertegenwoordigt de belangen van de spoorwegmaatschappijen naar het publiek, het Congres en de spoorwegmaatschappijen toezichthouders.